# 1984年5月15日月食
1984年5月15日月食为一次在协调世界时1984年5月15日出現的半影月食。該次月食半影食分為0.832、全影食分為-0.170。

## 概述
這次月食的食分是15.50。

## 基本參數
- 類型：半影月食
- 食甚資料：
  - 日期：1984年5月15日
  - 時間：4:40
  - 月球位置：赤經15.50度、赤緯-17.9度
  - 食分：半影食分：0.832、全影食分：-0.170

## 外部連結
- NASA月食專頁（页面存档备份，存于）（英文）